# Бянкіно
51°59′54″ пн. ш. 116°56′39″ сх. д. / 51.998333333333° пн. ш. 116.94416666667° сх. д.
Бянкіно (рос. Бянкино) — пасажирський зупинний пункт Могочинського регіону Забайкальської залізниці Росії, розташована на дільниці Каримська — Куенга між станціями Приіскова (відстань — 25 км) і Куенга (11 км). Відстань до ст. Каримська — 221 км; до транзитного пункту Бамівська — 760 км. До 2023 року — станція.